# Абетито (Асколи Пичено)
Абетито (итал. Abetito) насеље је у Италији у округу Асколи Пичено, региону Марке.
Према процени из 2011. у насељу је живело 63 становника. Насеље се налази на надморској висини од 827 м.